# Рас-ель-Хашуфа
Рас-ель-Хашуфа (араб. رأس الخشوفة) — село в Сирії. Знаходиться в провінції Тартус, у районі Сафіта. Є центром однойменної нохії.
| Сирія | Це незавершена стаття з географії Сирії. Ви можете допомогти проєкту, виправивши або дописавши її. |